# 石油ポンプ

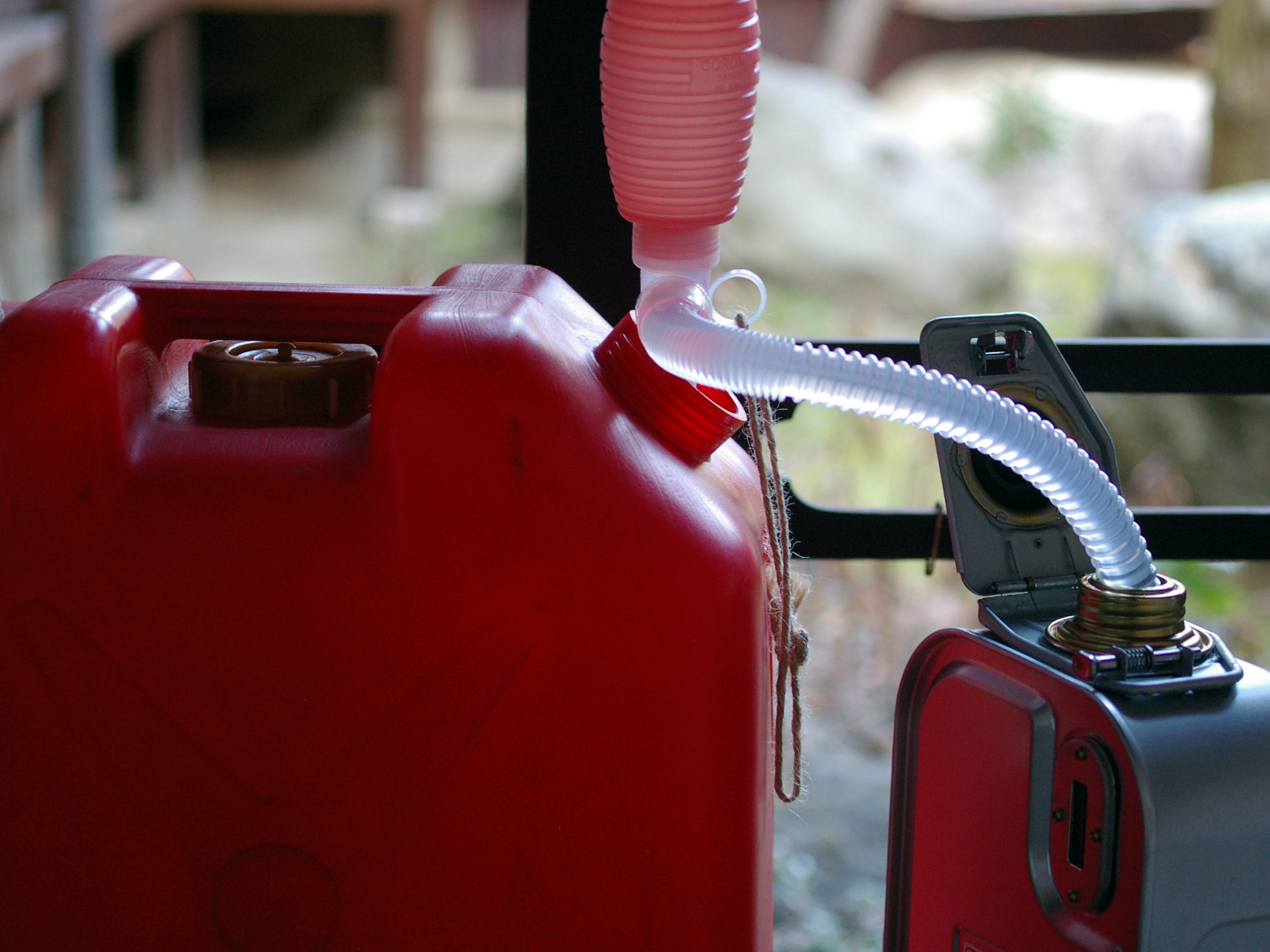
ポリタンクから燃料タンクへ灯油を移している石油ポンプ

石油ポンプ（せきゆポンプ）あるいは灯油ポンプ（とうゆポンプ）は、サイフォンの原理を用いた液体ポンプの一種で、主に灯油を容器から移し替える際に使われる。日本工業規格のJIS S 2037では石油燃焼機器用注油ポンプという名称である。英語では他の用途のものも含めてSiphon Pump（サイフォンポンプ）と呼ばれる。

## 構造

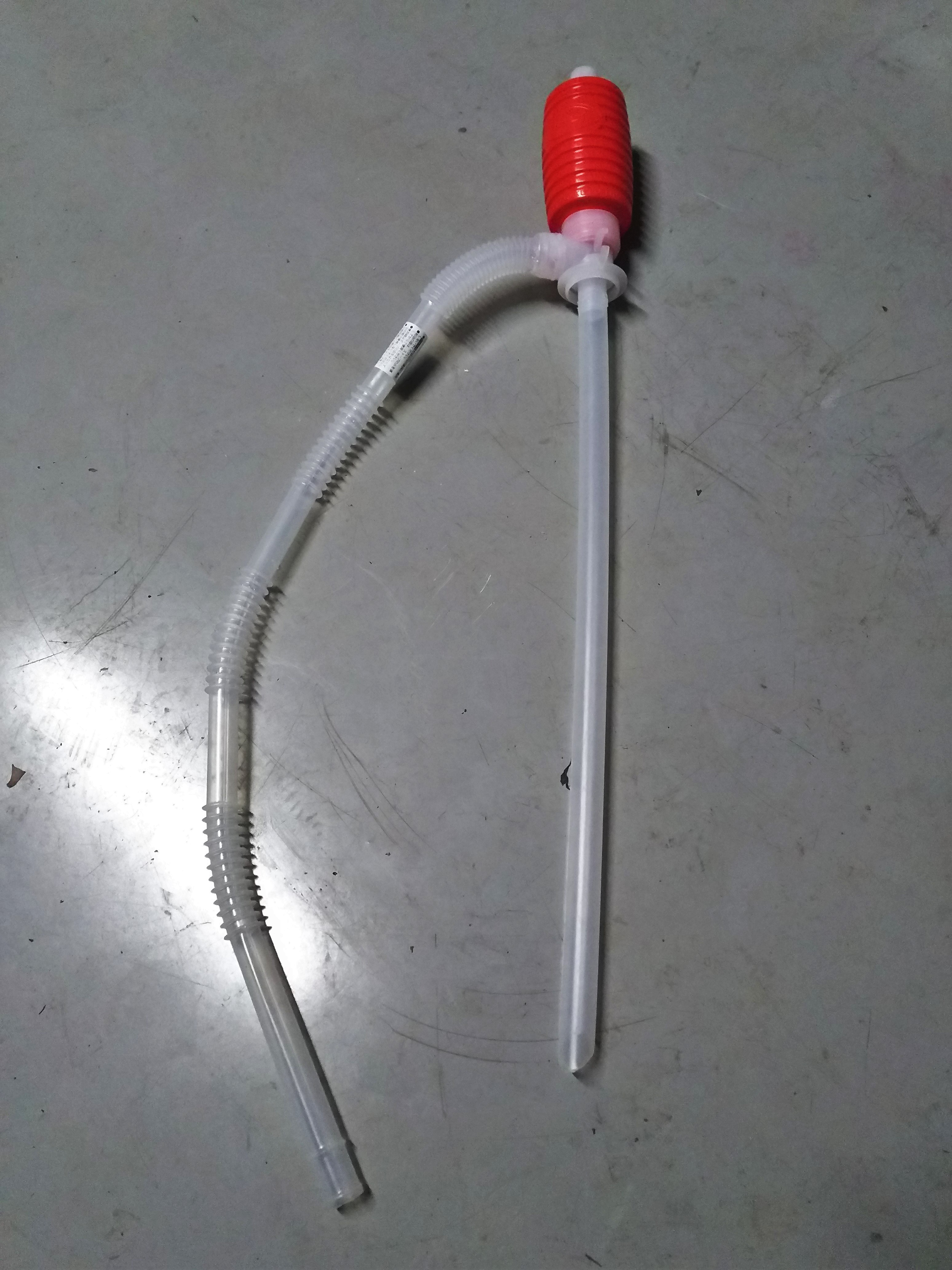
手動の石油ポンプ

一般的なものは、ポンプ部分から下に一本の管がのび、管の付け根近くから横に蛇腹式の管が横枝としてのびる形状をしている。この管の分岐部には逆止弁が仕掛けられており、液体の流れは下の管から横の管へしか流れないようになっている。
ポンプは復元力のある樹脂の筒を握って排出、離して吸入するものが多いが、乾電池を使った電動式のものもある。電動式では注ぎ口にセンサーをつけ、満タンになると自動的にポンプが止まる機能を備えたものがあり、灯油をあふれさせるトラブルを防いでいる。

## 使用
石油缶から石油ストーブに給油する場合は、まずポンプ上部にある空気弁のネジ栓を締めたあと、下側の管を石油缶に差し入れ、横側の管をストーブの石油タンクに差し入れる。この状態でポンプ操作をすると、石油缶から灯油が吸い上げられる。操作を続けて灯油の液面が管の分岐点に達すると、横枝を通じて石油タンクへ流れ込む。ここで石油缶側の液面が注ぎ込むタンクのそれより十分に高ければ、ポンプを操作しなくてもサイフォンの原理によって自動的に灯油は流れ続ける。給油を止める場合はポンプ上部のネジ栓を緩めれば流路に空気が入ってサイフォンの効果は失われ、灯油の流れが止まる。また、石油缶側の液面のほうが低くサイフォンの原理を利用できない場合は、ポンプを操作し続けることで注ぐこともできる。
内部に灯油が残ったままだとポンプの樹脂が侵されてしまうため、使用後は立てた状態で保管する。

## 歴史
1907年には山縣時輔の考案による、ゴム球を使い、花瓶の水を排出する事を主な目的とした手動ポンプが「生花水吸取器」として日本で特許登録されている。
これには逆止弁が付いておらず、水を吸い上げる際には出口を指で塞ぐ必要があった。
サイフォンとして使う事も想定されていなかったらしく、水を吸い出すためには何度もポンプ操作をする必要があった。
1926年にはVictor W Helanderによる、逆止弁と空気弁を備えた、現在のものと機能的に変わらない「Siphon pump」がアメリカ合衆国で特許登録されている。
1947年には中松義郎が、醤油の一升瓶から小瓶への移し替えを目的として考案したとされる、プラスチック製手動ポンプ「醤油チュルチュル」を「サイフォン」の名で出願し、1949年に日本で実用新案登録されている（保護期間6年）。「サイフォン」は逆止弁を備えており、ポンプ部分にばね（スプリング）を使っている点と空気弁を持たない点以外は、現在の灯油ポンプと変わらない構造になっている。
1952年に、丸山工業（現エムケー精工）が石油焜炉への給油を目的とした金属製のサイフォン式灯油ポンプ「ダイヤポンプ」を発売。「ダイヤポンプ」は手押しポンプと同様の構造を持ち、ピストンを手で引き上げる事で灯油を吸入していた。現在のエムケー精工では同形式のポンプは製造しておらず、一般的なプラスチック製灯油ポンプを販売している。
1963年、金属製石油ポンプの日本工業規格として「JIS S 2028（石油燃焼器具用注油ポンプ）」が制定された。後にプラスチック製石油ポンプの規格として「JIS S 2037（石油燃焼機器用注油ポンプ）」に変更された。

## その他

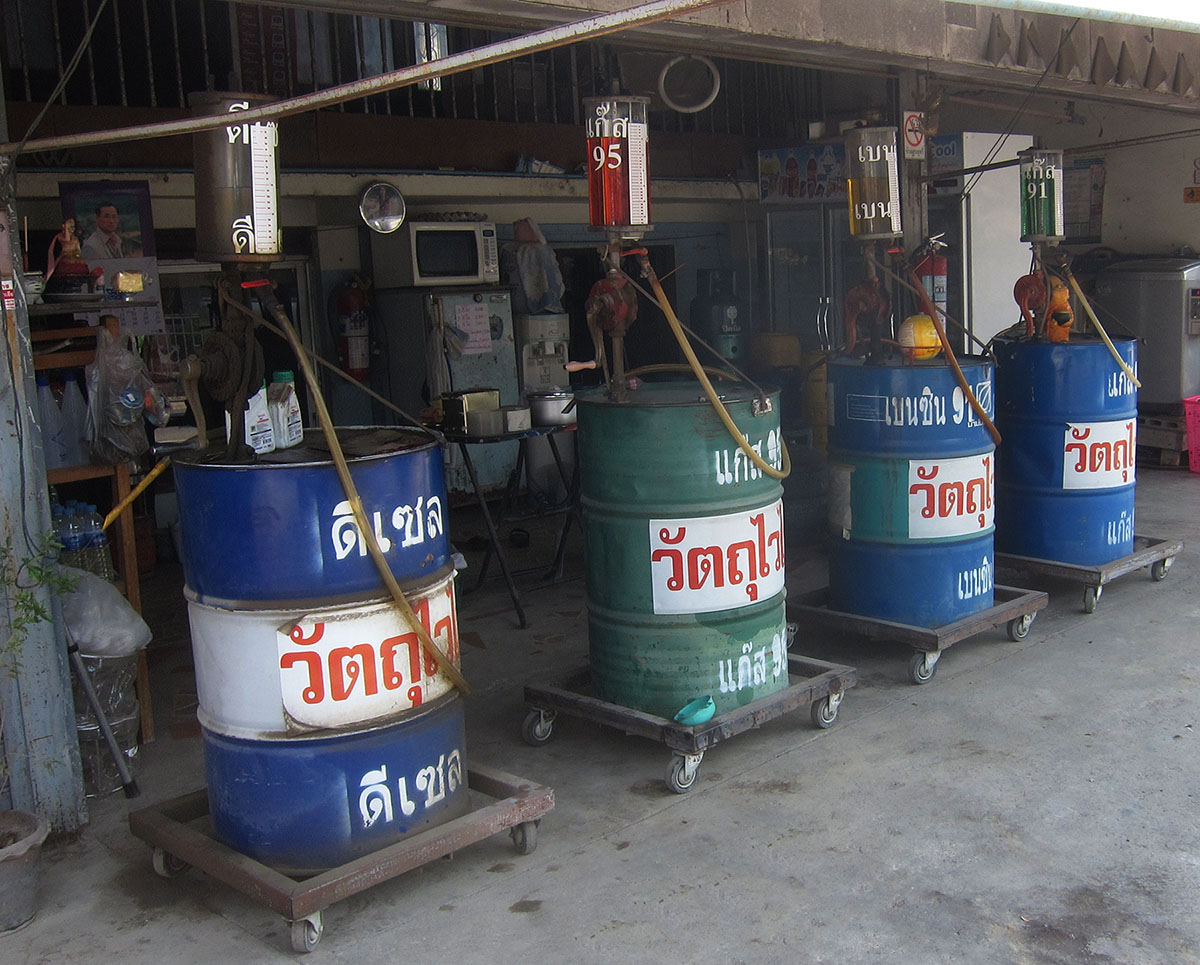
ドラム缶に取り付けられた手回し式ポンプ

これら灯油ポンプはガソリンには使えないので、ドラム缶から手動でガソリンを移す際などには、手回し式やレバー式の金属製ポンプが使われている。
1979年の映画『エイリアン』に登場するエイリアンの造形の一部として、日本製の灯油ポンプが彩色されて頭部両側に埋め込まれている。